# Golungo Alto
Golungo Alto es un municipio de la provincia de Cuanza Norte en Angola. En julio de 2018 tenía una población estimada de 37 836 habitantes.
Se encuentra ubicado al noroeste del país, cerca del curso bajo del río Cuanza y de la costa del océano Atlántico.